# Estíbaliz Martínez
Estíbaliz Martínez född den 9 maj 1980 i Vitoria, Spanien, är en spansk gymnast.
Hon tog OS-guld i rytmisk gymnastik för trupper i samband med de olympiska gymnastiktävlingarna 1996 i Atlanta.